# Bluefields Bay
Bluefields Bay är en vik i Jamaica.   Den ligger i parishen Parish of Westmoreland, i den västra delen av landet, 130 km väster om huvudstaden Kingston.